# 鍾心寬
鍾心寬（1912年9月18日—1954年8月27日），雲林崙背人，雲林虎尾農業補習學校畢業，曾任二崙鄉公所總幹事。1947年加入共黨組織，1951年展開逃亡，1953年被捕，1954年8月27日遭槍決於台北。

## 生平
鍾心寬，1912年生於雲林崙背，雲林虎尾農業補習學校畢業，在二崙庄役場任職，1945年二戰結束後，鍾心寬擔任二崙鄉公所總幹事。
1945年，二崙永定國小有一名來自廈門的教師林五地前來任教，林五地實際上是中共派遣來台發展組織的地下黨，由於林五地使用廈門話就是台語，很快的就與永定國小的台籍教師廖坤林、陳天枝等打成一片，並透過這些老師認識了在二崙鄉公所工作的施純忠與鍾心寬。面對當下的政治社會問題，由於高失業率與通膨嚴重，林五地透過不斷的私下談話、提供書籍，最後打動眾人組成了一個以讀書會、討論為主的地下組織。
1947年，林五地因領導人被捕而潛逃回大陸，組織交給張志忠、李媽兜領導，雲林地區的地下工作於此開始活躍起來。鍾心寬一開始擔任永定支部宣傳幹事，1948年接任永定支部書記。廖氏是雲林地區的大地主氏族，廖清纏曾經留俄，醉心社會主義，日治時期即受到當局關切，戰後選上縣議員，鍾心寬經常到縣議員廖清纏家裏討論社會問題，也因而認識了在貓兒干國校擔任校長的郭慶 。
由於1947年開始，政府推行三七五減租，由於初期未落實政策，各地因闇租或土地評定不公等問題，引起佃農諸多反彈，因此李媽兜、張志忠即指示組織農民趁機「順法抗租」，鍾心寬先後吸收林豹、廖學信、郭慶、廖學霖、廖清纏、廖萬督及李新實在加入組織，雲林地區就以二崙為中心，透過鍾心寬、施純忠及廖清纏等人，先協助農民減租，然後擴大矛盾及群眾基礎。
郭慶經鍾心寬介紹與廖學信同一小組，後改為雲林莿桐鄉支部，進行共產黨組織的發展。1951年5月廖學信被捕後，和盤供出組織關係，鍾心寬立即逃亡，躲到他哥哥鍾有學山上友人張金盾的家，在山上躲藏兩年多，1953年刑警趁鍾有學上山探望鍾心寬時將其逮捕。
1954年4月22日，鍾心寬被判處死刑，1954年8月27日槍決於台北安坑刑場。

## 紀念
2013年10月，北京西山國家森林公園的無名英雄廣場上立有無名英雄紀念碑，為紀念1950年代在台灣被處決「隱避戰線烈士」而設立，鍾心寬銘刻於紀念碑上。

## 平反
2019年2月27日，促進轉型正義委員會第三批平反，依據促轉會第16次、第18次、第19次委員會議決議，撤銷受難者黃頂君等1050人之刑事有罪判決暨其刑，其中(43)審三字第22號，有關鍾心寬意圖以非法之方法顛覆政府而著手實行之有罪判決暨其刑及沒收之宣告正式撤銷。